# Dragan Labović
Dragan Labović (en serbio: Драган Лабовић; Prokuplje, Yugoslavia; 20 de abril de 1987-Belgrado, Serbia; 9 de mayo de 2025) fue un baloncestista serbio que jugó en la posición de ala-pívot.

## Carrera

### Club
| Periodo   | Club                 |
| --------- | -------------------- |
| 2003–2010 | KK FMP               |
| 2005–2006 | → KK Borac Čačak     |
| 2010      | Aris BC              |
| 2010      | Skyliners Frankfurt  |
| 2010–2011 | BC Enisey            |
| 2011–2012 | BC Krasnye Krylia    |
| 2012–2013 | BC Nizhny Novgorod   |
| 2013–2014 | AZS Koszalin         |
| 2014      | Aliağa Petkim        |
| 2014      | Al Riyadi Club       |
| 2014–2015 | CSU Asesoft Ploiești |
| 2015      | İstanbul BB          |
| 2015–2016 | BC Nokia             |
| 2016–2017 | KK Karpoš Sokoli     |
| 2017–2019 | BC Nokia             |

### Selección nacional
A nivel de selecciones menores Labović ganó con Serbia y Montenegro la medalla de oro en el FIBA Europe Under-16 Championship de 2003, en el FIBA Europe Under-18 Championship de 2005, donde también fue premiado como el mejor jugador del torneo; y ganó dos veces el Campeonato Europeo de Baloncesto Masculino Sub-20. Formó parte de la generación conocida por no perder ningún partido oficial a nivel menor, además de ser uno de los mejores jugadores de esa generación junto a Milenko Tepić y Miloš Teodosić.
Labović debutó con serbia cuando fue convocado por en entrenador Moka Slavnić para el EuroBasket 2007. En el verano de 2012 el entrenador Dušan Ivković incluyó a Labović para la ronda preliminar para la Clasificación para el Campeonato Europeo de Baloncesto Masculino de 2013, pero no llegó a superar el corte debido a que según el entrenador subió de peso. Debido a eso, Labović respondió que no era necesaria su participación en la ronda preliminar porque según él era una ronda fácil por el grupo en el que se encontraba y no había problemas en clasificar, además de criticar al entrenador Ivković en su integridad profesional y sus habilidades como entrenador, y de que estaba influenciado por en agente Miško Ražnatović de BeoBasket para la convocatoria final.
Pocas semanas después del incidente, el equipo del Labović, el BC Nizhny Novgorod, contrató como entrenador a Zoran Lukić, el cual castigó al jugador sin dar razón alguna.

## Incidentes legales
El 19 de julio de 2019 Labović fue detenido por la policía por alterar el orden público. El incidente ocurrió durante una fiesta en una piscina en Ovča, un suburbio de Belgrado donde se reportó que Labović consumió mucho alcohol, comenzó a romper botellas y amenazó verbalmente al dueño de la propiedad, el cual fue identificado por la prensa como Lazar M., el cual fue el que llamó a la policía. Tras doce horas en la comisaría de policía de Borča, Labović fue liberado y el caso fue archivado.
Labović fue arrestado en el suburbio de Železnik en Belgrado el 7 de diciembre de 2021 por atacar a un chofer de un taxi y despojarlo del vehículo. Según la investigación la razón del incidente fue que Labović se negó a sentarse en el asiento trasero del taxi para cumplir con las normas de seguridad que habían por la pandemia de COVID-19.

## Logros

### Club
- Kup Radivoja Koraća (2): 2005, 2007
- Copa de baloncesto de Rusia (1): 2012
- Copa de baloncesto de Macedonia del Norte (1): 2017

### Selección nacional
- Campeonato Europeo de Baloncesto Masculino Sub-20 (2): 2006, 2007
- Campeonato Europeo de Baloncesto Masculino Sub-18 (1): 2005
- Campeonato Europeo de Baloncesto Masculino Sub-16 (1): 2003

### Individual
- Mejor jugador de la Kup Radivoja Koraća de 2007.
- Máximo anotador de la ABA League en 2009.
- Mejor jugador del Campeonato Europeo de Baloncesto Masculino Sub-18 de 2005.